# Šapšal
Lo Šapšal (in russo Шапшал) o monti Šapšalskij (Шапша́льский хребет) sono una catena montuosa appartenente al massiccio degli Altai situata in Russia presso il confine tra la Repubblica dell'Altai e quella di Tuva. 

## Geografia
La catena funge da spartiacque tra i fiumi appartenenti al sistema idrografico dell'Ob' (il Čulyšman) e gli affluenti di sinistra dell'Enisei (l'Alaš e il Chemčik). A nord, nella parte superiore del Malyj Abakan, confina con le creste latitudinali dei Saiani Occidentali, e a sud si unisce alla cresta Cagan-Šibėtu. 
Lo Šapšal è lungo circa 130 km, si innalza fino a 3507 m ed è costituito prevalentemente da scisti. Nella parte settentrionale, la catena ha subìto intensi processi di planazione, mentre in quella meridionale il paesaggio è più impervio e dalle forme alpine. Sulla catena vi sono alcuni piccoli ghiacciai. Lungo i versanti dello Šapšal predomina un ambiente di tundra di montagna, ma in alcune vallate fluviali si sviluppano foreste di larici.